# Rugate Ridge
Rugate Ridge är en bergstopp i Antarktis. Den ligger i Västantarktis. Argentina, Chile och Storbritannien gör anspråk på området. Toppen på Rugate Ridge är 761 meter över havet, eller 12 meter över den omgivande terrängen. Bredden vid basen är 1,2 km.
Terrängen runt Rugate Ridge är huvudsakligen kuperad, men åt sydost är den platt. Trakten är obefolkad. Det finns inga samhällen i närheten.